# Río de las Peñas
Río de las Peñas är en ort i Mexiko.   Den ligger i kommunen Putla Villa de Guerrero och delstaten Oaxaca, i den sydöstra delen av landet, 300 km sydost om huvudstaden Mexico City. Río de las Peñas ligger 840 meter över havet och antalet invånare är 243.
Terrängen runt Río de las Peñas är kuperad åt sydväst, men åt nordost är den bergig. Runt Río de las Peñas är det ganska glesbefolkat, med 39 invånare per kvadratkilometer. Närmaste större samhälle är Putla Villa de Guerrero, 9,5 km väster om Río de las Peñas. I omgivningarna runt Río de las Peñas växer i huvudsak städsegrön lövskog.